# Romský feminismus

Jeden ze symbolů romského feminismu

Romský feminismus je feministický směr, který prosazuje rovnost pohlaví, boj proti sociálním nerovnostem a obranu integrace žen do různých společenských hnutí.

## Hlavní projevy
Hlavní myšlenkou romského feministického hnutí je, že výše uvedené principy a procesy jsou slučitelné se zachováním kultury a hodnot Romů. V průběhu historie byla romská etnická skupina kvůli svým zvláštnostem různými společnostmi opovrhována a pronásledována. Přesto je jednou z nejpočetnějších menšin na světě. Mnohé skupiny si dodnes zachovávají charakteristickou kulturu s vlastním jazykem, tradicemi či zvyky.

## Romský feminismus ve Španělsku
Počátky romského feministického hnutí ve Španělsku se datují od roku 1990, kdy vzniklo první romské feministické ženské sdružení v Granadě – Asociación de Mujeres Gitanas ROMI. Mezi aspekty, které toto sdružení nejvíce hájí, patří přístup k bydlení, vzdělání a zviditelnění žen. Ačkoli existuje i řada dalších, například normalizace sexuální rozmanitosti.